# Robin Veldman
Robin Veldman (Marknesse, 24 december 1985) is een Nederlands voetbalcoach. Sinds maart 2025 is hij hoofdtrainer van sc Heerenveen.

## Carrière

### Nederland
Veldman, die zijn carrière begon bij SVM Marknesse, werkte meer dan tien jaar voor sc Heerenveen. Naast coach van de O13, O17 en O19 was hij er ook even videoanalist voor de A-ploeg. Vervolgens werkte hij vier seizoenen als jeugdtrainer bij AFC Ajax.

### RSCA Futures
In mei 2021 maakte RSC Anderlecht bekend dat Veldman vanaf juni aan de slag zou gaan als beloftentrainer van de club. In zijn eerste seizoen veroverde hij de Beker van België voor beloften door KRC Genk, dat de voorbije vier edities had gewonnen, in de strafschoppenserie te verslaan. Anderlecht eindigde dat seizoen ook tweede in de beloftencompetitie, waardoor het een van de vier beloftenteams was die in het seizoen 2022/23 mocht aantreden in Eerste klasse B.
RSCA Futures nam een prima start in Eerste klasse B: pas op de negende competitiespeeldag leden de jongens van Veldman hun eerste nederlaag van het seizoen. Uitgerekend bij Jong Genk, de titelconcurrent van het seizoen daarvoor, ging RSCA Futures op 16 oktober 2022 met 3-2 de boot in. De RSCA Futures stonden voor aanvang van deze wedstrijd alleen op kop in Eerste klasse B met 16 op 24, Jong Genk stond alleen laatste met 5 op 24. Zes dagen later ging RSCA Futures in eigen huis onderuit tegen FCV Dender EH.

### RSC Anderlecht (interim)
Na het ontslag van Felice Mazzù op 24 oktober 2022 volgde Veldman hem op als interim-hoofdtrainer. Veldman nam voor het eerst de honneurs waar tijdens de Conference League-groepswedstrijd tegen FCSB. Anderlecht bleef steken op een 2-2-gelijkspel, waardoor paars-wit bij een zege van Silkeborg IF tegen West Ham United later op de avond uitgeschakeld zou geweest zijn. West Ham won echter met 1-0, waardoor Anderlecht nog een kans had. Een week later won Anderlecht met 0-2 van Silkeborg, waardoor de club geplaatst was voor de knock-outfase. Tussendoor behaalde Anderlecht in de competitie ook een 4-2-zege tegen KAS Eupen. In deze wedstrijd maakte Théo Leoni, de aanvoerder van de RSCA Futures, zijn officiële debuut in het eerste elftal van de club.
Onder het tijdelijke bewind van Veldman verdween Wesley Hoedt, die het niet kon verkroppen dat hij tegen Silkeborg op de bank had moeten starten, uit de A-kern gezet. Later werd de Nederlander terug naar de A-kern gehaald, maar zijn laatste officiële wedstrijd voor Anderlecht speelde hij in Silkeborg.
Na de Europese kwalificatie stond Veldman ook nog aan het hoofd van Anderlecht tijdens de competitiewedstrijden tegen Antwerp FC (0-0-gelijkspel) en KRC Genk (0-2-nederlaag). Tussendoor plaatste Anderlecht zich ook voor de achtste finale van de Beker van België, al had het tegen Lierse Kempenzonen wel strafschoppen nodig.

### RSC Anderlecht (assistent)
Toen Brian Riemer op 1 december 2022 werd aangesteld als hoofdtrainer van RSC Anderlecht, werd Veldman zijn assistent. Guillaume Gillet, die het seizoen begonnen was als assistent van Veldman, nam definitief over als hoofdtrainer van de RSCA Futures. Riemer parkeerde Anderlecht uiteindelijk op een elfde plaats in het klassement.
Doordat het seizoen van Anderlecht al vroeg voorbij was – de club plaatste zich niet voor de play-offs –, werd er al gauw nagedacht over de reorganisatie van de technische staf. Daarbij rees ook de vraag wat er met Veldman zou gebeuren. Enerzijds klonk het dat Anderlecht tevreden was van zijn werk en dat voorzitter Wouter Vandenhaute zelfs een moderne Jean Dockx van hem wilde maken – lees: een assistent die voor lange tijd aanblijft en zo voor continuïteit zorgt –, anderzijds was de vraag in hoeverre de Nederlander nog zou passen in het Deense plaatje van Brian Riemer en Jesper Fredberg. Uiteindelijk gingen Veldman en Anderlecht in juni 2023 uit elkaar.

### Queen's Park
In juni 2023 werd Veldman aangesteld als trainer van de Schotse tweedeklasser Queen's Park FC. Veldman, die ook gelinkt werd aan een terugkeer naar Ajax, ondertekende een driejarig contract in Glasgow. Op 9 december 2023 kondigde de club aan dat de samenwerking met Veldman was stopgezet. The Spiders stonden op dat moment achtste op tien clubs, met slechts twee punten meer dan hekkensluiter Greenock Morton FC.

### Club NXT
In maart 2024 ondertekende Veldman een contract tot het einde van het seizoen bij Club NXT, het beloftenelftal van Club Brugge dat Nicky Hayen pas had afgestaan aan het eerste elftal. Veldman volgde op dat moment nog de Pro Licence-cursus in België. Veldman begon met 0 op 9 bij Club NXT, maar boekte op de slotdag van de reguliere competitie toch zijn eerste zege als trainer van de Brugse beloften, uitgerekend op bezoek bij de RSCA Futures. Club NXT klom zo weer naar de negende plaats in het klassement – de plek waar Club NXT ook stond toen Veldman overnam van Hayen –, waardoor ze voor het tweede seizoen op rij als beste beloftenploeg van het land finishten.
In juni 2024 werd Hayen definitief aangesteld als hoofdtrainer van Club Brugge, waarop ook Veldman een contract van onbepaalde duur mocht ondertekenen bij Club NXT. De Nederlander raakte in het tussenseizoen onder andere Joaquin Seys en Chemsdine Talbi, die definitief doorstroomden naar de A-kern, kwijt. Anderzijds zakten er met jongens als Jorne Spileers en Hugo Siquet sporadisch ook spelers uit de A-kern terug af naar Club NXT. Met Siebe Wylin, Renzo Tytens en Shandre Campbell haalde Club NXT in de zomer dan weer drie versterkingen van buitenaf.
Club NXT leed in het seizoen 2024/25 pas op de zesde competitiespeeldag zijn eerste nederlaag (2-0 tegen KMSK Deinze). De Brugse beloften vertoefden dat seizoen lange tijd in de top zes van de Challenger Pro League. Veldman was dat seizoen met het U19-elftal van Club Brugge ook actief in de UEFA Youth League. Club Brugge begon er de league phase met drie gelijke spelen (tegen Borussia Dortmund, SK Sturm Graz en AC Milan), om vervolgens drie keer op rij de boot in te gaan (tegen Aston Villa, Celtic FC en Sporting CP).

### sc Heerenveen
Op 21 maart 2025 kondigden zowel Club Brugge als sc Heerenveen aan dat Veldman per direct werd aangesteld als hoofdcoach van laatstgenoemde club. Veldman volgde er Henk Brugge op, die als interim-trainer het elftal onder zijn hoede had genomen na het vertrek van coach Robin van Persie naar Feyenoord. Veldman eindigde in zijn eerste seizoen met Heerenveen als 9e en wist met deze positie de play-offs om Europees voetbal af te dwingen. AZ was echter een maatje te groot en won de wedstrijd met 4-1.
2 Hall ·
3 De Wijs ·
4 Kersten ·
5 Bochniewicz ·
6 Condé ·
7 Nunnely ·
8 Brouwers  ·
10 Sebaoui ·
11 Köhlert ·
13 Van der Hart ·
14 Smans ·
15 Ali ·
16 Linday ·
17 Hopland ·
18 Nicolaescu ·
20 Trenskow ·
21 Van Ee ·
22 Klaverboer ·
22 Van Keimpema ·
23 Bekkema ·
24 Luković ·
26 Rallis ·
27 Milovanović ·
28 Petrov ·
30 Jahanbakhsh ·
31 Jansen ·
32 Witteveen ·
32 Bouw ·
34 Woudstra ·
35 Oostra ·
39 Ahmed ·
44 Noppert ·
45 Braude ·
50 Gürbüz ·
Coach: Veldman
· Assistent-coach: Van den Berg
· Assistent-coach: Boufarra
· Assistent-coach: Brugge
· Keeperstrainer: Bekkema